# Thomas G:son
Thomas G:son, egentligen Erik Thomas Gustavsson, född 25 februari 1968 i Skövde församling, Skaraborgs län, är en svensk gitarrist och låtskrivare. G:son är med sina 79 bidrag (2025) den låtskrivare i Melodifestivalen som har haft med flest bidrag i tävlingen. G:son har även fått med många bidrag i andra länders uttagningar till Eurovision Song Contest samt även gjort eller varit medförfattare till internt utvalda bidrag i olika länder.

## Biografi
Thomas G:son växte upp i Törnestorp i Varola socken, strax utanför Skövde. Hans far och farfar drev sågverk och en auktionsfirma. Han läste ekonomisk linje i gymnasieskolan och läste ett år nationalekonomi innan han hoppade av. I mitten av 1990-talet var han gitarrist i hårdrocksgruppen Masquerade; under samma tid skickade han in bidrag till Melodifestivalen, men inget av dessa kom med i tävlingen. Han blev låtskrivare på heltid 1998 och menar att han "aldrig haft ett riktigt yrke".
Han har skrivit låtar till Melodifestivalen och till andra länders uttagningar till Eurovision Song Contest. 2001 vann en av hans låtar för första gången Melodifestivalen: "Lyssna till ditt hjärta" (i engelsk version under namnet Listen to your heartbeat), som han skrev tillsammans med Henrik Sethson. Andra gången han vann Melodifestivalen var 2006, då med "Evighet" (i engelsk version under namnet Invincible), som han skrev musiken till i sällskap av Bobby Ljunggren och Henrik Wikström, men texten tillsammans med Carola Häggkvist. Hans tredje vinst kom år 2012 med låten "Euphoria", skriven tillsammans med Peter Boström. G:son har även tävlat med bidrag i andra länders uttagningar till Eurovision Song Contest, där han också har lyckats segra, dock aldrig i en Eurovision Song Contest. Han innehar två segrar med Loreen i Eurovision Song Contest med låtarna "Euphoria" och "Tattoo". 
G:son har även skrivit låtar till dansband, däribland Lasse Stefanz, Thorleifs, Wizex och Date. 2005 hade 21 av hans låtar legat på Svensktoppen.[källa behövs]

## Melodifestivalbidrag
Flera av bidragen som tävlat i andra länders uttagningar har G:son samskrivit tillsammans med andra låtskrivare. Detta anges dock inte i dessa tabeller.

### Melodifestivalen(Sverige)
| MF                              | Låt                              | Artist | Text/musik                                                                                     | Anmärkning                |
| ------------------------------- | -------------------------------- | --- | ---------------------------------------------------------------------------------------------- | ------------------------- |
| 1999                            | "Natten är min vän"              | Cleo Nilsson                                                                                                   | Thomas G:son (t/m)                                                                             | 8:e plats                 |
| 2001                            | "Lyssna till ditt hjärta"        | Friends | Thomas G:son (t/m), Henrik Sethsson (t/m)                                                      | Vinnare                   |
| 2002                            | "Världen utanför"                | Barbados | Calle Kindbom (t/m), Thomas G:son (t/m)                                                        | 4:e plats                 |
| 2002                            | "What Difference Does It Make?"  | Poets | Thomas G:son (t/m)                                                                             | Utslagen (vinnarnas val)  |
| 2002                            | "Ingenting är större än vi"      | Arvingarna | Thomas G:son (t/m)                                                                             | 6:e plats (utslagen)      |
| 2002                            | "Vem é dé du vill ha"            | Kikki, Bettan & Lotta                                                                                          | Calle Kindbom (t/m), Thomas G:son (t/m)                                                        | 3:e plats                 |
| 2003                            | "Hela världen för mig"           | Sanna Nielsen                                                                                                  | Thomas G:son (t/m)                                                                             | 5:e plats                 |
| 2004                            | "Tango! Tango!"                  | Petra Nielsen                                                                                                  | Thomas G:son (t/m)                                                                             | 4:e plats                 |
| 2004                            | "Säg att du har ångrat dig"      | Anne-Lie Rydé                                                                                                  | Tony Johansson (t/m), Thomas G:son (t)                                                         | 7:e plats (andra chansen) |
| 2004                            | "C'est la vie"                   | Hanson, Carson & Malmkvist                                                                                     | Thomas G:son (t/m)                                                                             | 10:e plats                |
| 2005                            | "Så nära"                        | Anne-Lie Rydé                                                                                                  | Thomas G:son (t/m), Anne-Lie Rydé (t)                                                          | 5:e plats (utslagen)      |
| 2005                            | "Långt bort om tid och rum"      | Mathias Holmgren                                                                                               | Calle Kindbom (t/m), Thomas G:son (t/m)                                                        | 5:e plats (andra chansen) |
| 2005                            | "As If Tomorrow Will Never Come" | Katrina & The Nameless                                                                                         | Thomas G:son (t/m)                                                                             | 6:e plats (andra chansen) |
| 2006                            | "Ge mig en kaka till kaffet"     | Östen med Resten                                                                                               | Thomas G:son (t/m)                                                                             | 6:e plats (utslagen)      |
| 2006                            | "I dag & i morgon"               | Kikki Danielsson                                                                                               | Calle Kindbom (m), Thomas G:son (t/m)                                                          | 10:e plats                |
| 2006                            | "When Love's Comin' Back Again"  | Jessica Folcker                                                                                                | Thomas G:son (t/m), Pontus Assarsson (t/m)                                                     | 7:e plats (utslagen)      |
| 2006                            | "Innan natten är över"           | Kayo | Henrik Sethsson (t/m), Thomas G:son (t/m)                                                      | 6:e plats (utslagen)      |
| 2006                            | "Silverland"                     | Roger Pontare                                                                                                  | Thomas G:son (t/m), Marcos Ubeda (t/m)                                                         | 4:e plats (andra chansen) |
| 2006                            | "Evighet" ("Invincible")         | Carola | Bobby Ljunggren (m), Henrik Wikström (m), Thomas G:son (t/m), Carola Häggkvist (t)             | Vinnare                   |
| 2007                            | "Samba Sambero"                  | Anna Book | Thomas G:son (t/m)                                                                             | 9:e plats                 |
| 2007                            | "Amanda"                         | Jimmy Jansson                                                                                                  | Thomas G:son (t/m), Jimmy Jansson (t/m)                                                        | 6:e plats (andra chansen) |
| 2009                            | "Show Me Heaven"                 | Lili & Susie                                                                                                   | Susie Päivärinta (t/m), Calle Kindbom (t/m), Thomas G:son (t/m), Pär Lönn (m), Nestor Geli (t) | 4:e plats (andra chansen) |
| 2009                            | "Du vinner över mig"             | Mikael Rickfors                                                                                                | Thomas G:son (t/m)                                                                             | 5:e plats (utslagen)      |
| 2009                            | "Här för mig själv"              | Maja Gullstrand                                                                                                | Thomas G:son (t/m), Marcos Ubeda (t/m)                                                         | 8:e plats (utslagen)      |
| 2010                            | "Thursdays"                      | Lovestoned | Peter Boström (m), Thomas G:son (m), Sharon Vaughn (t)                                         | 6:e plats (utslagen)      |
| 2011                            | "Something in Your Eyes"         | Jenny Silver                                                                                                   | Erik Bernholm (m), Thomas G:son (t/m), Henrik Sethsson (t/m)                                   | 7:e plats (andra chansen) |
| 2011                            | "I'm in Love"                    | Sanna Nielsen                                                                                                  | Bobby Ljunggren (t/m), Thomas G:son (t/m), Irini Michas (t/m), Peter Boström (t/m)             | 4:e plats                 |
| 2011                            | "E det fel på mej"               | Linda Bengtzing                                                                                                | Thomas G:son (t/m), Pontus Assarsson (t/m), Daniel Barkman (t/m), Jörgen Ringquist (t/m)       | 7:e plats                 |
| 2012                            | "Euphoria"                       | Loreen | Peter Boström (t/m), Thomas G:son (t/m)                                                        | Vinnare                   |
| 2012                            | "Jag reser mig igen"             | Thorsten Flinck & Revolutionsorkestern                                                                         | Thomas G:son (m), Ted Ström (t)                                                                | 8:e plats                 |
| 2012                            | "Land of Broken Dreams"          | Dynazty | Thomas G:son (t/m), Thomas "Plec" Johansson (t/m)                                              | 8:e plats (andra chansen) |
| 2013                            | "On Top Of The World"            | Swedish House Wifes                                                                                            | Peter Boström (t/m), Thomas G:son (t/m)                                                        | 6:e plats (utslagen)      |
| 2013                            | "Alibi"                          | Eddie Razaz | Thomas G:son (t/m), Peter Boström (t/m)                                                        | 6:e plats (utslagen)      |
| 2013                            | "In And Out Of Love"             | Martin Rolinski                                                                                                | Andreas Rickstrand (t/m), Thomas G:son (t/m)                                                   | 3:e plats (andra chansen) |
| 2013                            | "Trivialitet"                    | Sylvia Vrethammar                                                                                              | Thomas G:son (t/m), Calle Kindbom (t/m), Mats Tärnfors (t/m)                                   | 7:e plats (utslagen)      |
| 2013                            | "Tell The World I'm Here"        | Ulrik Munther                                                                                                  | Peter Boström (t/m), Thomas G:son (t/m), Ulrik Munther (t/m)                                   | 3:e plats                 |
| 2014                            | "Love Trigger"                   | J.E.M. | Thomas G:son (t/m), Peter Boström (t/m), Julimar ”J-Son” Santos (t/m)                          | 6:e plats (andra chansen) |
| 2014                            | "Hela natten"                    | Josef Johansson                                                                                                | Thomas G:son (m), Peter Boström (m), Jonas Lundblad (t), Peo Thyrén (t), Josef Johansson (t)   | 7:e plats (utslagen)      |
| 2015                            | "If I was God for one day"       | Neverstore | John Gordon (t/m), Thomas G:son (t/m), Jacob Widén (t/m)                                       | 5:e plats (utslagen)      |
| 2015                            | "Möt mig i gamla stan"           | Magnus Carlsson                                                                                                | Thomas G:son (t/m), Lina Eriksson (t/m)                                                        | 9:e plats                 |
| 2015                            | "Bring Out the Fire"             | Andreas Weise                                                                                                  | Anton Malmberg Hård af Segerstad (t/m), Henrik Janson (t/m), Thomas G:son (t/m)                | 7:e plats (andra chansen) |
| 2015                            | "För din skull"                  | Kalle Johansson                                                                                                | Martin Eriksson (t/m), Thomas G:son (t/m), Thomas Karlsson (t/m)                               | 6:e plats (utslagen)      |
| 2016                            | "Rollercoaster"                  | Dolly Style | Alexandra Salomonsson, Thomas G:son, Peter Boström                                             | 7:e plats (andra chansen) |
| 2017                            | "One More Night"                 | Dinah Nah | Thomas G:son, Jimmy Jansson, Dinah Nah, Dr Alban                                               | 5:e plats (utslagen)      |
| 2017                            | "Himmel och Hav"                 | Roger Pontare                                                                                                  | Thomas G:son, Alexzandra Wickman                                                               | 5:e plats (utslagen)      |
| 2017                            | "Wild Child"                     | Ace Wilder | Peter Boström, Thomas G:son, Ace Wilder                                                        | 7:e plats                 |
| 2017                            | "A Million Years"                | Mariette | Thomas G:son, Johanna Jansson, Peter Boström, Mariette Hansson, Jenny Hansson                  | 4:e plats                 |
| 2018                            | "Livet på en pinne"              | Edward Blom | Edward Blom, Thomas G:son, Stefan Brunzell, Kent Olsson                                        | 5:e plats (utslagen)      |
| 2018                            | "Min dröm"                       | Kalle Moraeus & Orsa spelmän                                                                                   | Thomas G:son, Alexzandra Wickman                                                               | 5:e plats (utslagen)      |
| 2018                            | "Cry"                            | Dotter | Linnea Deb, Peter Boström, Thomas G:son, Johanna "Dotter" Jansson                              | 6:e plats (utslagen)      |
| 2018                            | "Icarus"                         | Emmi Christensson                                                                                              | Thomas G:son, Christian Schneider, Andreas Hedlund, Sara Biglert                               | 6:e plats (utslagen)      |
| 2019                            | "Chasing Rivers"                 | Nano | Lise Cabble, Linnea Deb, Joy Deb, Thomas G:son, Nano Omar                                      | 8:e plats                 |
| 2019                            | "Mina bränder"                   | Zeana feat. Anis Don Demina                                                                                    | Thomas G:son, Jimmy Jansson, Pa Moudou Badjie, Robin Svensk, Anis Don Demina                   | 5:e plats (utslagen)      |
| 2019                            | "Hello"                          | Mohombi | Alexandru Florin Cotoi, Thomas G:son, Linnea Deb, Mohombi Moupondo                             | 5:e plats                 |
| 2019                            | "Ashes to Ashes"                 | Anna Bergendahl                                                                                                | Thomas G:son, Bobby Ljunggren, Erik Bernholm, Anna Bergendahl                                  | 10:e plats                |
| 2019                            | "Somebody Wants"                 | The Lovers of Valdaro                                                                                          | Peter Boström, Thomas G:son, Erik Høiby                                                        | 7:e plats (utslagen)      |
| 2020                            | "Ballerina"                      | Malou Prytz | Thomas G:son, Peter Boström, Jimmy Jansson                                                     | (andra chansen)           |
| 2020                            | "Miraklernas tid"                | Jan Johansen                                                                                                   | Thomas G:son                                                                                   | 7:e plats (utslagen)      |
| 2020                            | "Kingdom come"                   | Anna Bergendahl                                                                                                | Thomas G:son, Bobby Ljunggren, Erik Bernholm, Anna Bergendahl                                  | 3:e plats                 |
| 2020                            | "Shout it out"                   | Mariette | Thomas G:son, Cassandra Ströberg, Alex Shield, Mariette Hansson                                | 10:e plats                |
| 2021                            | "Tänker inte alls gå hem"        | Arvingarna | Thomas G:son, Nanne Grönvall, Bobby Ljunggren, Stefan Brunzell                                 | 9:e plats                 |
| 2021                            | "Still Young"                    | Charlotte Perrelli                                                                                             | Thomas G:son, Bobby Ljunggren, Erik Bernholm, Charlie Gustavsson                               | 8:e plats                 |
| 2022                            |                                  | |                                                                                                |                           |
| "Fyrfaldigt Hurra"              | Linda Bengtzing                  | Thomas G:son, Linda Bengtzing, Myra Granberg, Daniel Jelldéus                                                  | 5:e plats (utslagen)                                                                           |                           |
| "Bigger than the Universe"      | Anders Bagge                     | Thomas G:son, Anders Bagge, Jimmy Jansson, Peter Boström                                                       | 2:a plats                                                                                      |                           |
| "Higher power"                  | Anna Bergendahl                  | Thomas G:son, Anna Bergendahl, Bobby Ljunggren, Erik Bernholm                                                  | 12:e plats                                                                                     |                           |
| 2023                            | "Mer av dig"                     | Theoz | Axel Schylström, Jakob Redtzer, Peter Boström, Thomas G:son                                    | 5:e plats                 |
| 2023                            | "Släpp alla sorger"              | Nordman | Thomas G:son, Jimmy Jansson                                                                    | 11:e plats                |
| 2023                            | "One day"                        | Mariette | Thomas G:son, Jimmy Jansson, Mariette Hansson                                                  | 8:e plats                 |
| 2023                            | "Tattoo"                         | Loreen | Jimmy "Joker" Thörnfeldt, Jimmy Jansson, Loreen, Cazzi Opeia, Peter Boström, Thomas G:son      | Vinnare                   |
| 2024                            |                                  | |                                                                                                |                           |
| "Min Melodi"                    | Melina Borglowe                  | Melina Borglowe, Thomas G:son, Andreas Mattsson                                                                | 6:e plats (utslagen)                                                                           |                           |
| "Forever Yours"                 | Elisa Lindström                  | Elisa Lindström, Thomas G:son, Henrik Sethsson, Erik Bernholm, Henric Axelsson                                 | 10:e plats (Finalkvalet)                                                                       |                           |
| "Effortless"                    | Jacqline                         | Jacqline Mossberg Mounkassa, Thomas G:son, Dino Medanhodzic, Jimmy Jansson, Moa "Cazzi Opeia" Carlebecker      | 9:e plats                                                                                      |                           |
| "Give My Heart A Break"         | Cazzi Opeia                      | Moa "Cazzi Opeia" Carlebecker, Thomas G:son, Ellen Berg, Jimmy Jansson,                                        | 4:e plats                                                                                      |                           |
| "30 Km/H"                       | Lia Larsson                      | Lia Larsson, Thomas G:son, Axel Schylström, My Söderholm                                                       | 5:e plats (utslagen)                                                                           |                           |
| 2025                            |                                  | |                                                                                                |                           |
| "Voice of the Silent"           | John Lundvik                     | John Lundvik, Thomas G:son, Peter Boström, Jimmy Jansson                                                       | 6:e plats                                                                                      |                           |
| "On and On and On"              | Klara Hammarström                | Klara Hammarström, Thomas G:son, Peter Boström, Jimmy Jansson, Moa "Cazzi Opeia" Carlebecker, Dino Medanhodzic | 4:e plats                                                                                      |                           |
| "The Heart Of A Swedish Cowboy" | Fredrik Lundman                  | Thomas G:son, Maja Francis, Erik Bernholm                                                                      | 5:e plats (utslagen)                                                                           |                           |
| "Ring Baby Ring"                | Arvingarna                       | Thomas G:son, Stefan Brunzell                                                                                  | 5:e plats (utslagen)                                                                           |                           |
| "Love It!"                      | Victoria Silvstedt               | Thomas G:son, Jimmy Jansson                                                                                    | 6:e plats (utslagen)                                                                           |                           |

### Norsk Melodi Grand Prix(Norge)
- 2003 - Din hånd i min hånd, med Elisabeth Andreassen. Framförd av Kikki, Bettan & Lotta.
- 2003 - Anyway You Want It framförd av Ingvild Pedersen.
- 2006 - Absolutely Fabulous framförd av Queentastic.
- 2007 - Rocket Ride framförd av Jannicke Abrahamsen.
- 2007 - Ven a bailar conmigo framförd av Guri Schanke VINNARE (även inspelad på svenska med Anna Book).
- 2012 - High on Love framförd av Reidun Sæther.

### Dansk Melodi Grand Prix(Danmark)
- 2010 - "In a Moment Like This" framförd av Chanée & Tomas N'Evergreen VINNARE (skickades först in till svenska Melodifestivalen, men gick inte vidare där, utan den fick tävla i Danmark istället.)
- 2011 - "25 Hours a Day" framförd av Le Freak.
- 2011 - "Let Your Heart Be Mine" framförd av Jenny Berggren.
- 2013 - "We own the universe" framförd av Daze.
- 2015 - "Mi Amore" framförd av [Tina & René].[5]

### Euroviisut/Eurovision laulukilpailu(Finland)
- 2002 - Who Cares About a Broken Heart? framförd av Johanna (även inspelad av Charlotte Perrelli med titeln Broken Heart).
- 2002 - Say You Will, Say You Won't framförd av Ressu (även inspelad av Friends).
- 2004 - I Can't Stop Loving You framförd av Kirsi Ranto.
- 2004 - Till the End of Time framförd av Arja Koriseva (även inspelad av Pernilla Wahlgren).

### Georgien
- 2013 - "Waterfall" framförd av Nodiko Tatisjvili och Sopo Gelovani (låten valdes internt där det från början sades G:son som låtens upphovsman).
- 2016 - "Midnight Gold" framförd av Nika Kocharov and the Young Georgian Lolitaz.

### Piosenka dla Europy(Polen)
- 2008 - Viva la Musica framförd av Man Meadow.
- 2009 - Love Is Gonna Get You framförd av Man Meadow.

### Eirodziesma(Lettland)
- 2006 - Heaven in Your Eyes, framförd av Elina Furmane.

### Selecţia Naţională(Rumänien)
- 2007 - Lovestruck framförd av Indiggo (diskvalificerad p.g.a. regelbrott).

### Misión Eurovisión(Spanien)
- 2007 - "I Love You Mi Vida" inspelad av Rebeca, framfördes av D'NASH i Eurovision. VINNARE
- 2007 - "Bailamé" inspelad av Arkaitz.
- 2008 - "Todo esta en tú mente", framförd av Coral
- 2009 - "Nada es comparable a ti", framförd av Mirela.
- 2010 - "Perfecta", framförd av Venus, 4:e plats
- 2010 - "Recuérdame", framförd av Samuel y Patricia, 5:e plats
- 2010 - "En una vida", framförd av Coral Segovia, 2:a plats
- 2011 - "Abrázame" - Lucía Perez
- 2012 - "Quédate conmigo", framförd av Pastora Soler. VINNARE
- 2014 - "Más - (Run)" - Brequette, 2:a plats

### Eurosong(Belgien)
- 2008 - "Addicted to you", framförd av Tanja Dexters.

### Song for Europe(Malta)
- 2013 - "Ultraviolet", framförd av Jessica Muscat.

### Armenien
- 2025 - Survivor, framförd av Parg.